# White Party

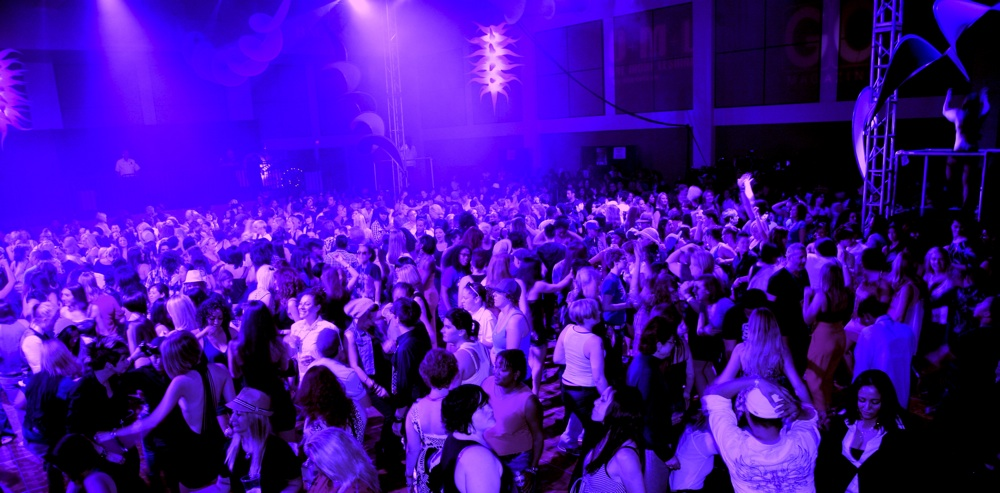
White party lors du Dinah Shore 2011

White party est le nom d'un certain nombre d'événements festifs organisés par les communautés LGBT (lesbiennes, gays, bisexuelles et personnes trans).
Au cours d'une white party, les participants doivent s'habiller entièrement en blanc, ou presque.
Ces soirées peuvent également s'appeler bal en blanc au Québec ou immaculate party, à Florence par exemple.
Une white party n'est souvent que l'un des événements au sein d'un festival plus important, comme le Dinah Shore Weekend qui dure cinq jours.
Ces fêtes organisées un peu partout dans le monde, sont indépendantes les unes des autres.
Il existe également des fêtes tout en noir, comme la Scandalous Black Silk à Barcelone.

## Localisation
Amérique
- Canada : Québec, Montréal
- États-Unis
  - Arkansas : Fayetteville
  - Californie : Los Feliz (Los Angeles) et Palm Springs
  - Floride : Fort Lauderdale et Miami[1]
  - Illinois : Chicago
  - New York : New York

Asie
- Thaïlande : Pattaya

Europe
- Belgique : Bruxelles
- Espagne : Barcelone
- France : Paris
- Italie : Florence

Océanie
- Australie : Sydney